# 欧洲跨境地区

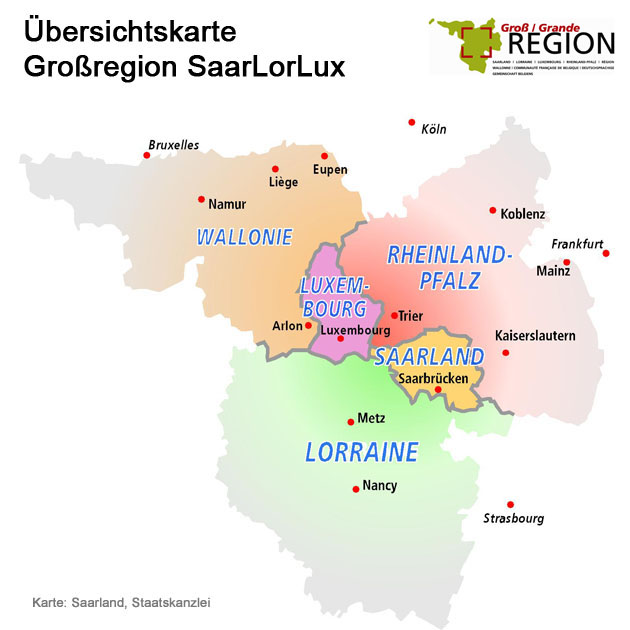
欧洲跨境地区之一的萨洛卢

在歐洲政治中，欧洲跨境地区通常指分属不同欧洲国家的两个（或多个）毗连地区组成的跨境地区，其旨在促进跨境合作及各地区社会及文化发展。一般来说，欧洲跨境地区不属于政府或地区机构，没有行政权。